# يان مكدونالد
يان مكدونالد (بالإنجليزية: Ian McDonald)‏ (10 مايو 1953 في المملكة المتحدة - ) هو لاعب كرة قدم بريطاني في مركز الوسط. لعب مع كولتشستر يونايتد ونادي ليفربول ونادي يورك سيتي ونادي بارو ونادي مانسفيلد تاون ونادي ألدرشوت ونادي ووركينغتون.

## وصلات خارجية
- يان مكدونالد على موقع قاعدة بيانات كرة القدم.إي يو (الإنجليزية)